# 蕭大圜
蕭 大圜（しょう だいかん、生没年不詳）は、南朝梁の皇族。晋熙王。字は仁顕。

## 経歴
簡文帝蕭綱の二十男として生まれた。幼くして聡明で、4歳で『三都賦』や『孝経』と『論語』を読むことができたとされる。7歳のときに母を失うと、成人同様に喪に服した。大宝元年（550年）、楽梁郡王に封じられ、宣恵将軍・丹陽尹に任じられた。大宝2年（551年）、父が侯景に殺害されると、大圜はひそかに逃れて命ながらえた。太始2年（552年）、侯景の乱が平定されると、大圜は建康に帰った。戦乱の後で自邸を失っており、善覚仏寺に寓居した。その窮状は王僧弁に知られて船を手配され、江陵にうつった。元帝により晋熙郡王に改封され、寧遠将軍・琅邪彭城二郡太守に任じられた。
ときに大圜の兄の汝南王蕭大封らは元帝に拝謁しておらず、猜疑心の強い元帝の不安の種となり、元帝は大圜に命じてかれらを参上させようとした。大圜はその日のうちにふたりの兄を説得して相次いで拝謁させ、元帝を安心させた。大圜は元帝の猜疑を買わないために、人との交際を絶ち、門客や側近も6人に届かず、いつも『詩経』・『礼記』・『書経』・『易経』を読んで暮らした。あるとき元帝が五経の要点数十カ条を大圜に質問すると、大圜はよどみなく分かりやすい回答をしたので、元帝に賞賛された。承聖3年（554年）、西魏の于謹の軍が江陵に侵攻してくると、大圜は兄の蕭大封とともに請和の使者として派遣され、実質の人質となった。
恭帝2年（555年）、長安にうつされ、宇文泰により客礼で待遇された。保定2年（562年）、始寧県公に封じられた。まもなく車騎大将軍・儀同三司の位を加えられた。麟趾殿に学士が招集されると、大圜もこれに参加した。『梁武帝集』40巻と『簡文集』90巻が北周の宮廷にはひと揃えしかなかったので、大圜が手ずからふた揃え書写した。建徳4年（575年）、滕王宇文逌の王友に任じられた。
武帝が北斉に対して親征し、晋州を攻め落とすと、ある人が北斉の行く末について大圜に訊ねた。大圜は「高歓がむかし晋州を根拠地に建国し、いまそこが陥落したのだから、滅ばずにいられましょうか。いわゆるこれの始まりが必ずこれの終わりとなるということです」と答えた。その予見どおり北斉は滅亡した。開皇元年（581年）、隋が建国されると、内史侍郎に任じられ、西河郡太守として出向した。まもなく死去した。
著作として『梁旧事』30巻・『寓記』3巻・『士喪儀注』5巻・『要決』2巻・『文集』20巻が残されて当時に通行した。

## 伝記資料
- 『周書』巻42 列伝第34
- 『北史』巻29 列伝第17
- 『南史』巻54 列伝第44